# CEAG

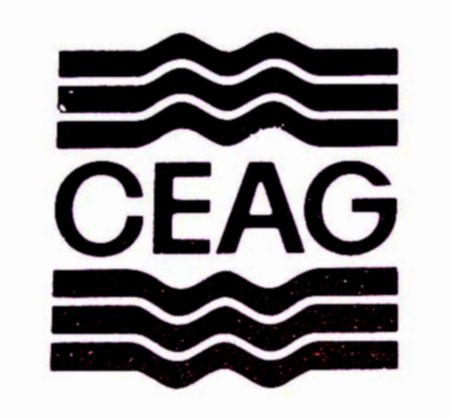
Logo der CEAG in den 1970ern

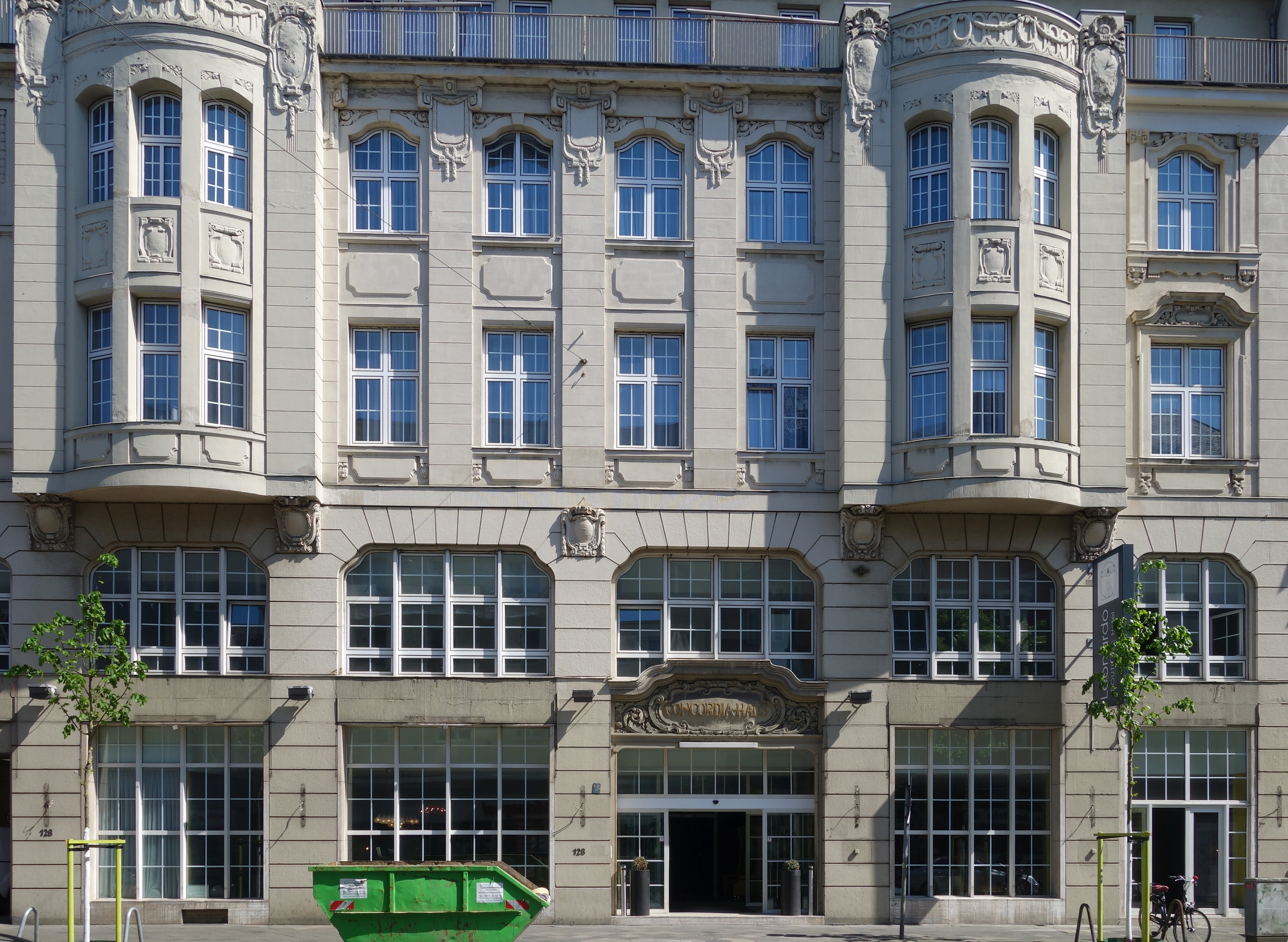
Ehemaliges Concordia-Haus, Oststraße 128, Düsseldorf (2018)

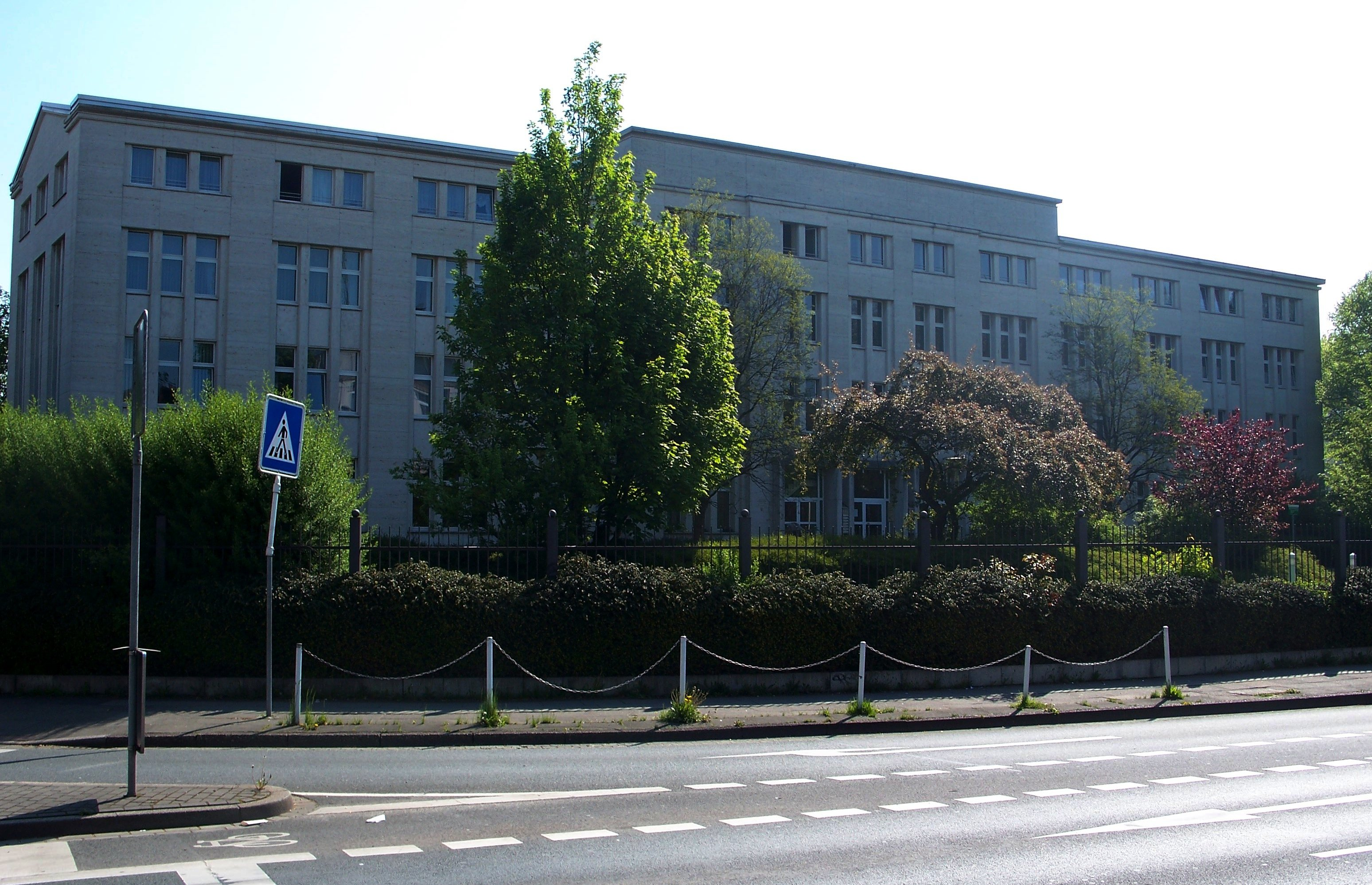
Dortmunder Verwaltungsgebäude der CEAG 2009

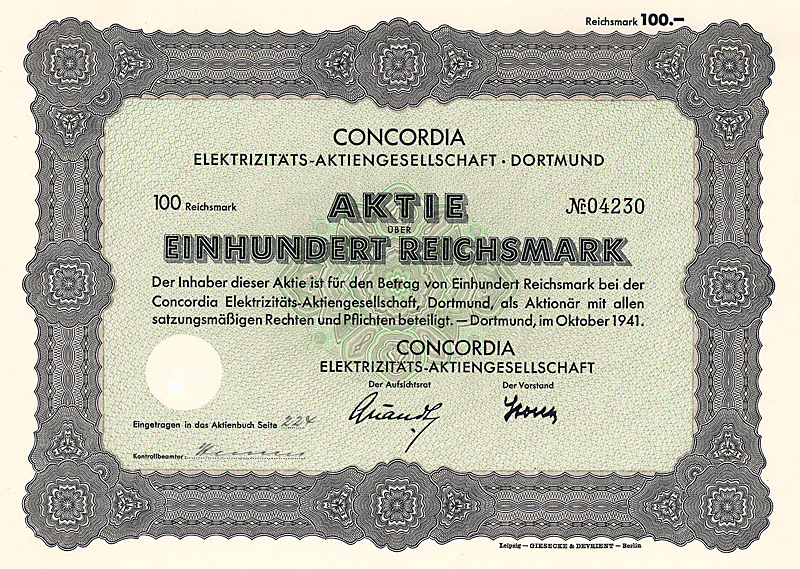
Aktie über 100 RM der Concordia Elektrizitäts-AG vom Oktober 1941

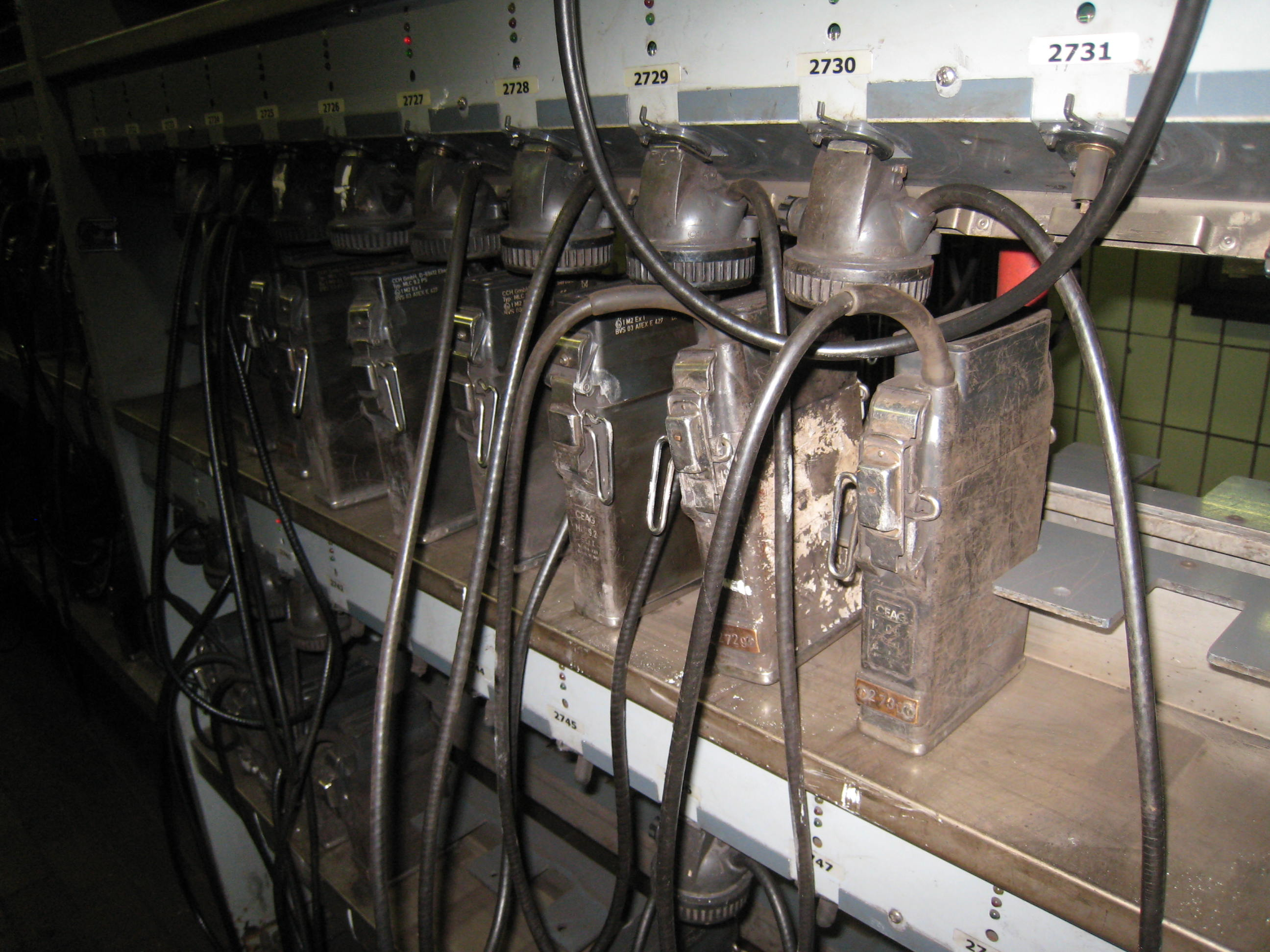
Elektrische CEAG-Grubenlampen in der Ladestation

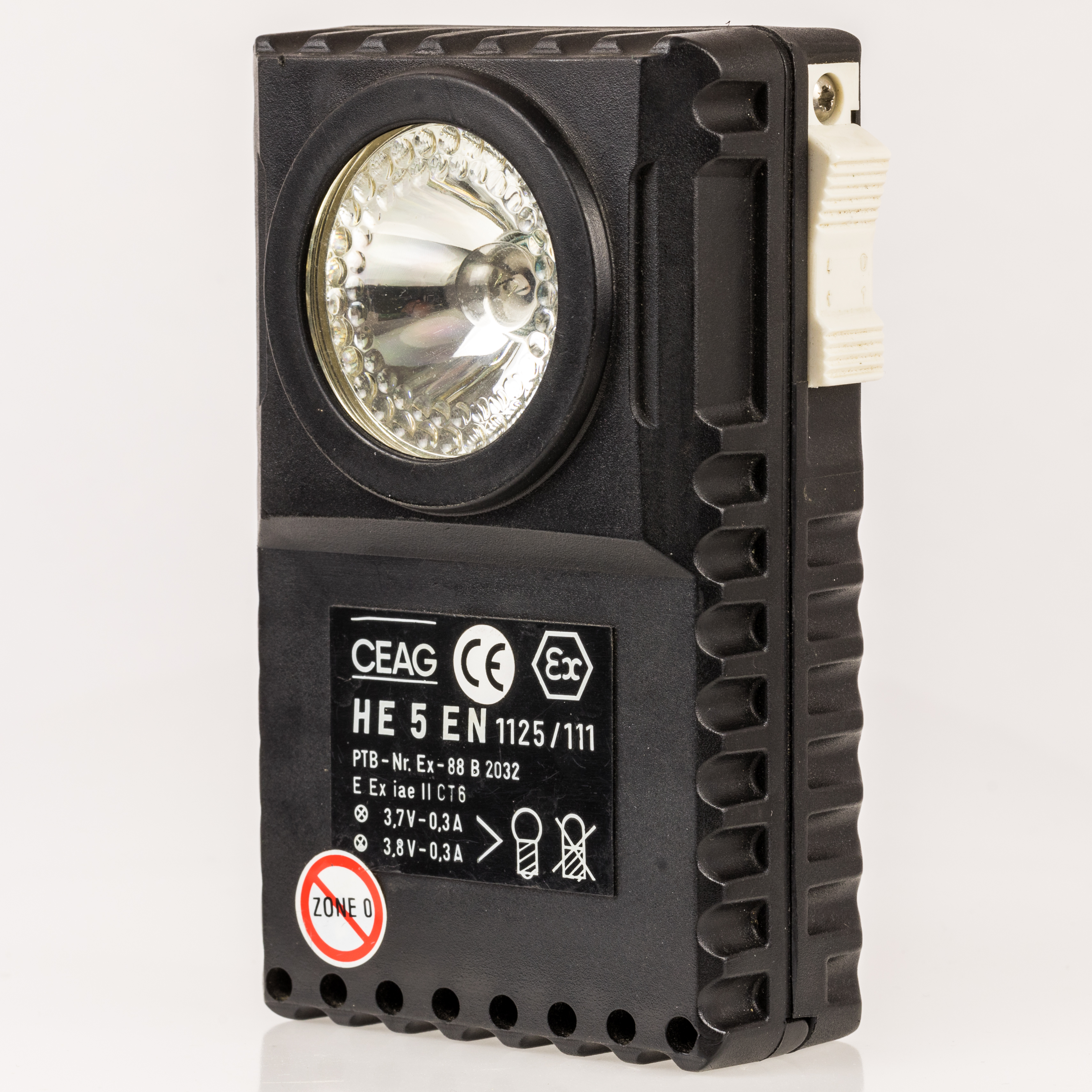
Handscheinwerfer CEAG HE 5 EN

Die CEAG (ehemals Concordia Electrizitäts-AG) war eine Holding für unterschiedliche Industrie-Aktivitäten der Familie Quandt. Sie wurde am 27. Juni 1906 mit Sitz in Köln gegründet. 1973 wurde das Unternehmen in drei Kernbereiche aufgeteilt, von denen nur noch der seit 2012 zu der US-amerikanischen EATON Gruppe gehörende Geschäftsbereich für Notlichtsysteme CEAG als Markennamen führt.

## Geschichte
Die unter Leitung des Berliner Fabrikanten Sigmund Bergmann gegründete Concordia Elektrizitäts AG sollte ursprünglich vor allem den Vertrieb von Produkten der Bergmann Elektrizitätswerke übernehmen. Das Unternehmen expandierte schnell, da es bei den Hüttenwerken und Zechen großen Bedarf an elektrischen Maschinen und Ausrüstungsgegenständen gab. Kurz nach dem erfolgten Umzug nach Düsseldorf 1907 gelang es dem technischen Leiter der Concordia, Fritz Färber, seine neu entwickelte elektrische Grubenlampe erstmals auch unter Tage einzusetzen – Färber setzte auf die gerade erfundene, stoßfeste Wolfram-Glühwendel als Leuchtmittel. Nach dem wahrscheinlich durch eine Benzin-Grubenlampe ausgelösten Schlagwetterunglück auf der Hammer Zeche Radbod wurde 1909 die Belegschaft dieser Zeche komplett mit elektrischen Grubenlampen ausgerüstet. Das Geschäft mit Grubenlampen gedieh in der Folge, zumal das Produkt 1912 in London als „beste elektrische Grubenlampe“ ausgezeichnet wurde und dann auch international prosperierte. Mitte des gleichen Jahres verkaufte die Bergmann Elektrizitäts-AG ihren Concordia-Anteil, 1913 erwarb die Accumulatorenfabrik AG Hagen-Berlin eine Beteiligung.
1917 verließ das Unternehmen die gemieteten Produktionsräume in Dortmund, die zu klein geworden waren, und bezog einen Neubau an der Münsterstraße. Im Jahr 1919 übernahm es die 1858 gegründete Wilhelm Seippel Grubensicherheitslampen und Maschinenfabrik in Bochum, die außer den in Kooperation mit der Concordia hergestellten elektrischen Leuchten auch Benzin- und Karbidleuchten herstellte. 1921 verfügte die Bergbehörde, dass unter Tage nur noch elektrisches Geleucht einzusetzen war. Ab 1925 stellte Concordia auch Feuerlöschanlagen und Feuerlöscher (Markenname: „Favorit“), nachdem ein kleiner Brand in der Dortmunder Produktion die Unzulänglichkeit des bisherigen Löschgerätes gezeigt hatte. Die CEAG-Löscher zeichneten sich vor allem dadurch aus, dass sie wieder abschaltbar waren und einen Füllstands- bzw. Druckanzeiger hatten.
In der Wirtschaftskrise 1931 verlegte CEAG seinen Unternehmenssitz von Düsseldorf nach Dortmund, um Kosten zu sparen. Im durch die Wiederaufrüstung ausgelösten Aufschwung wurde 1934 von der CEAG ein Hand-Luftschaumlöscher eingeführt, bei dem die schaumbildende Flüssigkeit, Druckluftbehälter und Mischkammer in einem Gehäuse vereinigt waren. 1935 erfolgte die Übernahme der Gewerkschaft Carl in Bochum, die früher selber Davy’sche Sicherheitslampen hergestellt hatte, aber dann auf die Bewirtschaftung von Lampenstuben umgestiegen war.
Mit Beginn des Zweiten Weltkrieges wurde die CEAG außerdem zum größten Filter- und Staubabscheider-Hersteller Deutschlands neben der DELBAG. Im Mai 1943 wurde das Dortmunder Werk nahezu komplett zerstört, die noch funktionierenden Maschinen wurden nach Ritschenhausen/Thüringen verlagert – wo sie 1947 enteignet wurden. 1948 wurde der Wiederaufbau des heute noch erhaltenen Fabrikations- und Verwaltungsgebäudes in Dortmund fertiggestellt, dem bis 1956 umfangreiche Produktionshallen angegliedert wurden. Das Geschäft mit Anlagentechnik zur Luftreinhaltung wurde erst 1954 wiederaufgenommen, indem mit Lizenz der AAF (American Air Filter) Filter- und Entstaubungstechnik hergestellt wird.
1962 wurde die Concordia Elektrizitäts AG in CEAG Concordia Elektrizitäts AG umbenannt. Das Löschanlagengeschäft wurde 1970 an Minimax verkauft, da ohne umfangreiche Investitionen eine marktbestimmende Stellung nicht mehr zu realisieren war.
1971 fusionierte die CEAG mit der 1921 gegründeten Briloner des Unternehmens Dominit zur CEAG Dominit AG und übernahm im gleichen Jahr den Konkurrenten Friemann & Wolf („FRIWO“) in Duisburg. Ab 1972 fasste die gemeinsam mit der A.W.Schirp KG in Selm-Bork gegründete CS CEAG Schirp Reinraumtechnik die Reinraumbereiche beider Unternehmen zusammen.
Als Tochtergesellschaft des eigentlich als Batteriehersteller gegründeten und seit 1923 durch die Familie Quandt kontrollierten Varta-Konzerns schrieb die CEAG zweistellige Millionenverlusten. In Folge der Umstrukturierung durch Herbert Quandt in den 1970er Jahren wurde die CEAG wieder selbständig.

## Aufteilung
Anfang 1973 wurden im Zuge einer Umgliederung die drei Geschäftsbereiche „Luftreinigungstechnik“, „Licht und Stromversorgung“ und „Elektrogroßhandel“ der CEAG Dominit AG auf drei eigenständige Töchter aufgeteilt – die Ceagfilter und Entstaubungstechnik GmbH in Dortmund, die CEAG Licht- und Stromversorgungstechnik GmbH in Soest (dem ehemaligen Dominit-Werk) und die CEAG Elektro Großhandel in Bochum. Der Starkstromtechnikbereich und Transformatorenbau wurden verkauft.

### Luftreinigungstechnik
Der Konkurrent DELBAG (Deutsche Luftfilterbau AG, Berlin) wurde 1973 übernommen. 1979 wird das Filtergeschäft an die GEA Group veräußert und aus der CEAGFilter- und Entstaubungstechnik GmbH und der CEAG-Schirp Reinraumtechnik in Selm-Bork, die u. a. Flowboxen herstellte, wird in CEAG Verfahrenstechnik GmbH umbenannt. Um 1980 wurde der Standort Dortmund aufgegeben, nachdem der Unternehmenssitz bereits 1977 nach Bad Homburg vor der Höhe verlegt worden war.

### Elektrogroßhandel
1977 wurde die CEAG Industrieaktien und Anlagen AG mit Sitz in Frankfurt gegründet. 1983 übernahm die CEAG AG den Steckernetzhersteller FRIWO (Friemann & Wolf). Im gleichen Jahr wurde auch das erste elektronische Steckernetzgerät auf den Markt gebracht. Am 25. Mai 2009 wurde die CEAG AG in die FRIWO AG umfirmiert.

### Licht- und Stromversorgungstechnik
Die CEAG Licht- und Stromversorgungstechnik GmbH mit Sitz in Soest wurde 1984 an ABB verkauft und zur ABB CEAG Licht- und Stromversorgungstechnik umfirmiert. Ab 1990 firmierte die Gesellschaft als CEAG Sicherheitstechnik GmbH und wurde 1996 durch die Cooper Industries Inc. mit Sitz in Houston, Texas (USA) übernommen. 2006 erneut umfirmiert als CEAG Notlichtsysteme GmbH wurde sie 2012 nach dem Kauf von Cooper Industries durch die Eaton Corporation Teil dieser Unternehmensgruppe.

## Sonstiges
Das CEAG-Gelände in der Dortmunder Nordstadt wurde im Rahmen der Internationalen Bauausstellung Emscher Park in Wohnbebauung umgewandelt. Zuvor wurden im Hauptgebäude lange Zeit Proberäume an Bands vermietet.

## Publikationen
- CEAG – Wir dienen der Sicherheit. CEAG 1906–1956. Concordia Elektrizitäts-AG Dortmund, Hoppenstedts Wirtschaftsarchiv, Darmstadt 1956.
- Ceagfilter und Entstaubungstechnik GmbH (Hrsg.): CEAG Staubjournal ab 1958 (Zuvor als Mitteilungsblatt der CEAG Concordia Elektrizitäts-Aktiengesellschaft Dortmund erschienen).